# Решетняк Микола Тимофійович
Микола Тимофійович Решетняк (17 жовтня 1923 року, Лозівський район, Харківська область — 12 липня 2009, Київ) — український радянський дипломат. Постійний представник УРСР при ЮНЕСКО. Постійний Представник Української РСР при Відділенні ООН та міжнародних організаціях у Відні. Кандидат історичних наук.

## Біографія
Народився 17 жовтня 1923 року в селі Панютине Лозівського району на Харківщині.
З 1966 до 1971 рр. та з 1975 до 1979 рр. — Постійний представник УРСР в ЮНЕСКО.
З 1983 до 1988 рр. — Постійний представник УРСР при Відділенні ООН та інших міжнародних організаціях у Відні.
5 травня 1984 року виступив на пленарному засіданні XVIII сесія Ради по промисловому розвитку ЮНІДО — керівного органу ООН по промисловому розвитку. Представник УРСР Микола Решетняк заявив, що «імперіалістичні кола продовжують нагнітати міжнародну напруженість, в результаті чого над людством дедалі виразніше нависає загроза світового ядерного конфлікту», також в заяві було підкреслено: «Українська РСР бере активну участь у поданні допомоги країнам, які розвиваються, направляючи туди спеціалістів, здійснює поставки устаткування, подає допомогу в будівництві промислових підприємств тощо».
Неодноразово був членом радянських делегацій на сесіях Генеральної Асамблеї ООН. Викладав на кафедрі міжнародних організацій і дипломатичної служби Інституту міжнародних відносин Київського університету ім. Т. Шевченка.

## Сім'я
- Син Решетняк Володимир Миколайович — український дипломат, працював в Постійному представництві України при ООН, Посольствах України в Бразилії та Естонії, був тимчасовим повіреним у справах України в Бразилії та Естонії.
- Дочка Решетняк Світлана Миколаївна - підприємець.